# Saint-Ignan
Saint-Ignan är en kommun i departementet Haute-Garonne i regionen Occitanien i södra Frankrike. Kommunen ligger i kantonen Saint-Gaudens som tillhör arrondissementet Saint-Gaudens. År 2022 hade Saint-Ignan 222 invånare.

## Befolkningsutveckling
Antalet invånare i kommunen Saint-Ignan
Referens:INSEE